# Berns

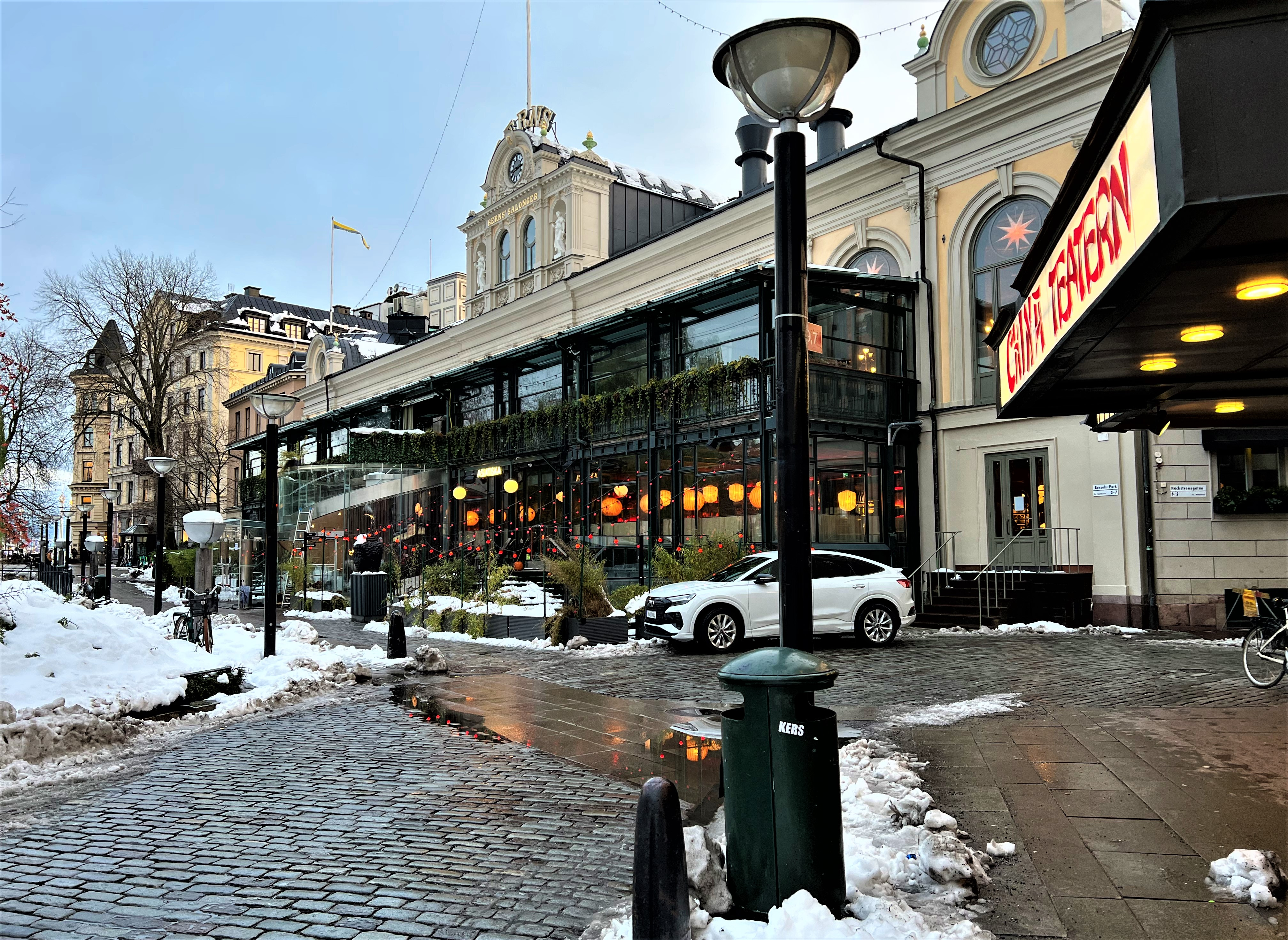
Berns salonger, 2022. Till höger på bilden entrén till Chinateatern.

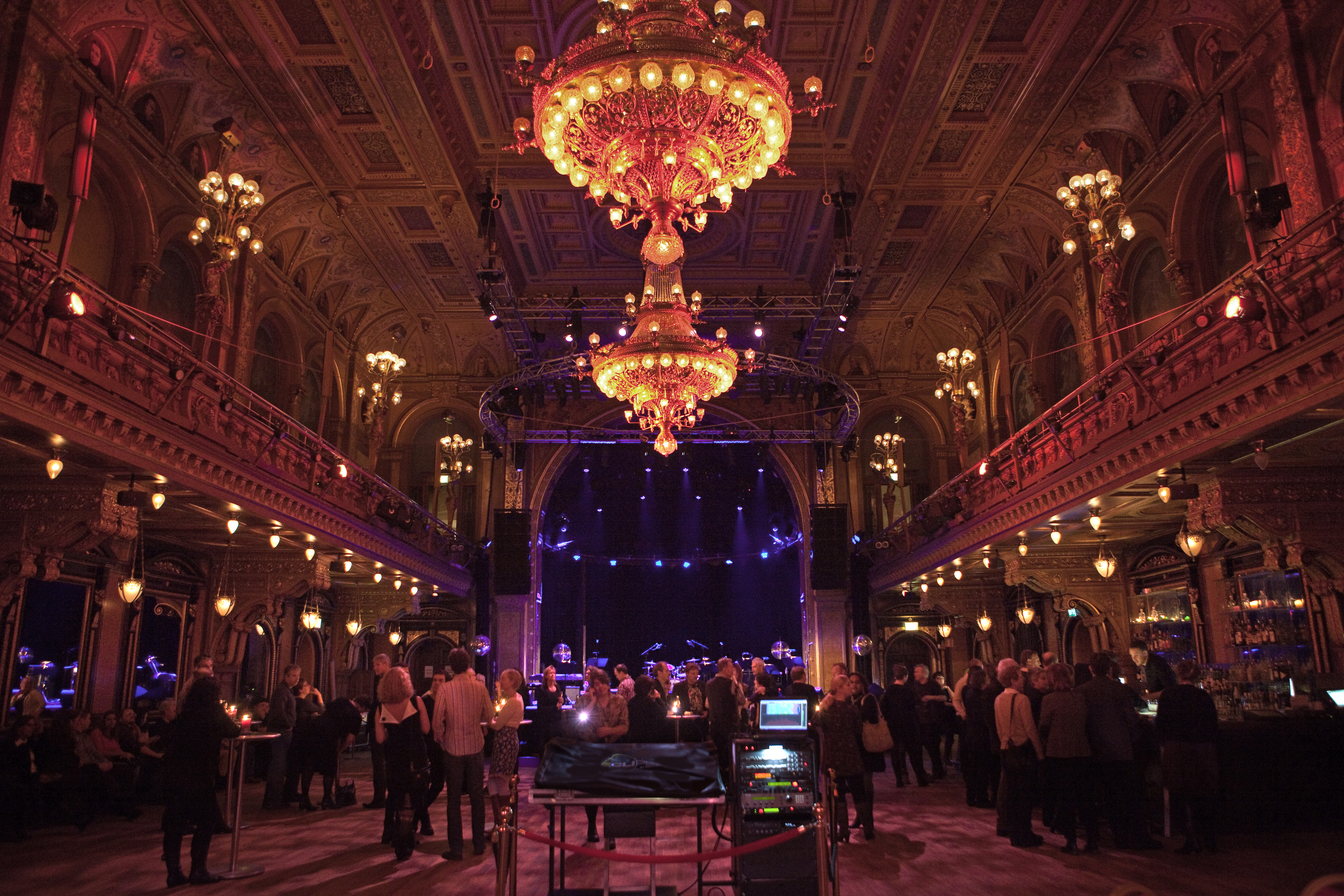
Berns salonger interiör, 2011. Takkronor från Asea i början av 1900-talet hänger kvar.

Berns salonger eller bara Berns är en restaurang, nattklubb, hotell och nöjesscen vid Berzelii park i centrala Stockholm. Sedan våren 2011 är Berns en del av Stureplansgruppen.

## Historia

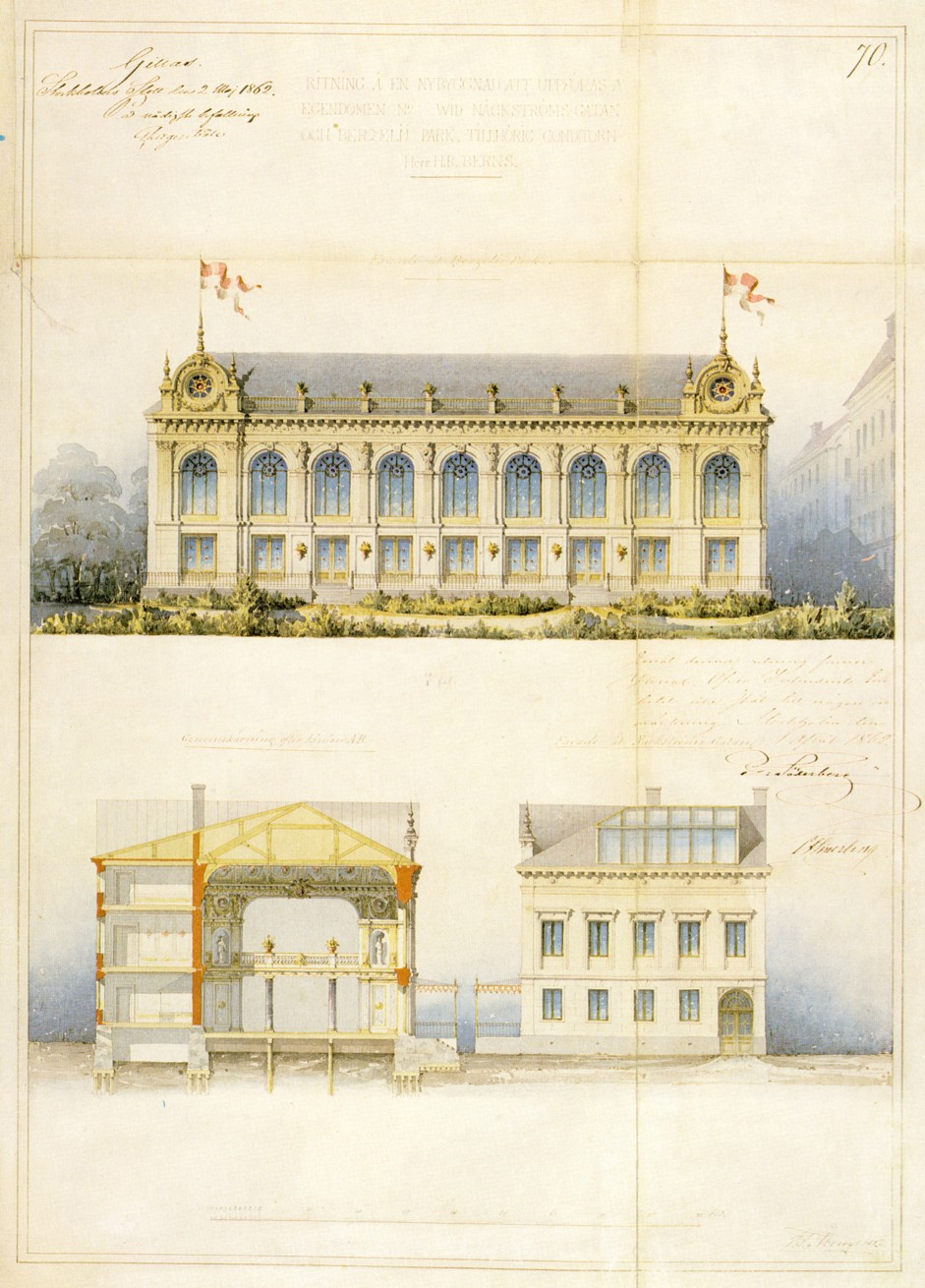
Berns salonger, fasadritning 1862.

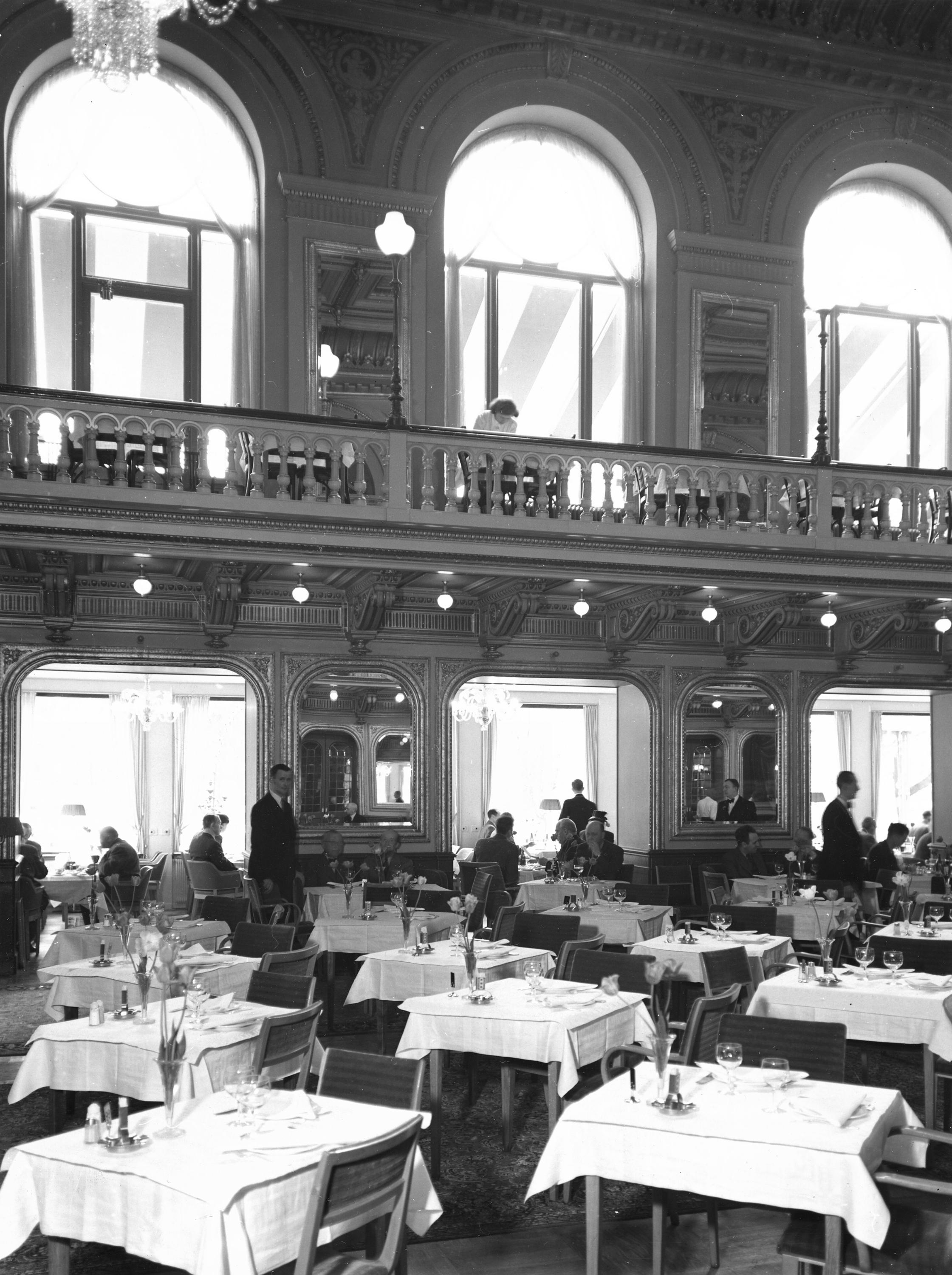
Interiörbild från mitten av 1900-talet.

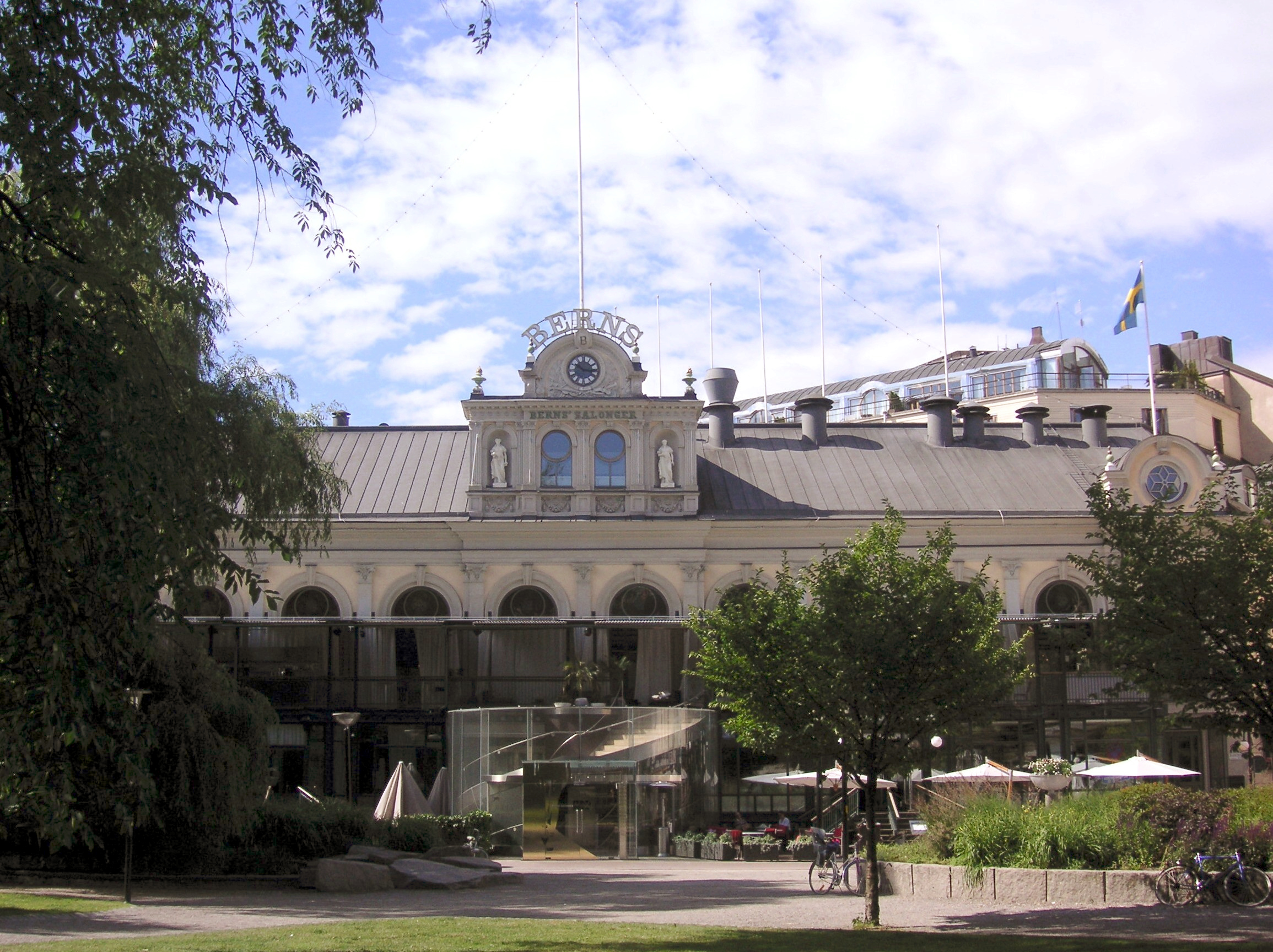
Entrén till Berns, juli 2008.

Huset uppfördes 1862–1863 av konditorn Heinrich Robert Berns och invigdes 1 augusti 1863.  Byggnaden utvidgades 1886 av hans son, som då var innehavare, med ytterligare en salong, vinkelställd mot den ursprungliga och samtidigt bytte man namn från Berns Salong till Berns Salonger. Lokalerna var byggda av arkitekterna Johan Fredrik Åbom, Magnus Isaeus och Gustaf Wickman. De ståtliga salongerna med förgyllning, speglar, läktare och stora fönster mot parken har byggnadens fulla takhöjd. August Strindbergs Röda rummet och Götiska rummen är uppkallade efter salonger på Berns (röda rummet var en samlingsplats för Stockholms ungkarlar på 1870-talet).
År 1944 förvärvades Berns av restaurangkedjan Norma. Då var man först i Sverige med att servera kinesisk mat. Berns nye chef, Jonas Folcker, anställde två framstående kinesiska kockar från en restaurang i Berlin. I mars 1970 ändrade ”Norma, Kafé & restaurant AB” sitt namn till ”Berns restauranger AB”. Samtidigt planerade man en hotellrörelse på Södermalm med ett hotell med 100 rum i bolagets fastighet vid Ringvägen/Hornsgatan.
På 1980-talet gjordes en genomgripande renovering av Agora arkitekter. Då tillkom konferenslokaler i källarvåningen och ett angränsande hotell integrerades. 

### Estradverksamheten
1866 visades här cancan för första gången för en svensk publik.
Bland internationella artister som har uppträtt märks Josephine Baker, Miriam Makeba, Aretha Franklin, Rihanna, Liza Minnelli, Frank Sinatra, Marlene Dietrich, Louis Armstrong, Ryan Adams, The Breeders och Mark Lanegan. Spelningarna hålls antingen i matsalen för en sittande publik eller i den angränsande lokalen som kan ta cirka 1200 stående. Ibland ges även konserter i klubbkällaren 2.35:1. 
Även många svenska underhållare som Karl Gerhard, Hasse och Tage, Helt Apropå, Killinggänget och Joe Labero har uppträtt på Berns salonger.